# スポーツブラ

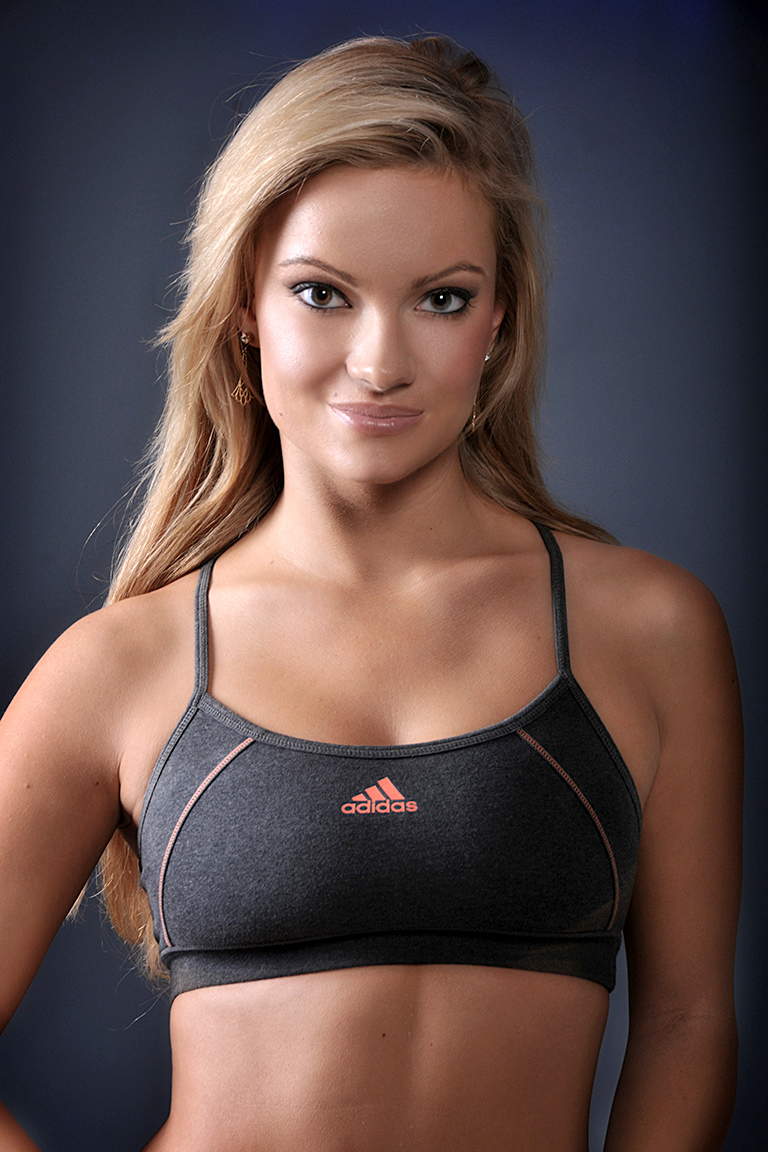
アディダス スポーツブラ

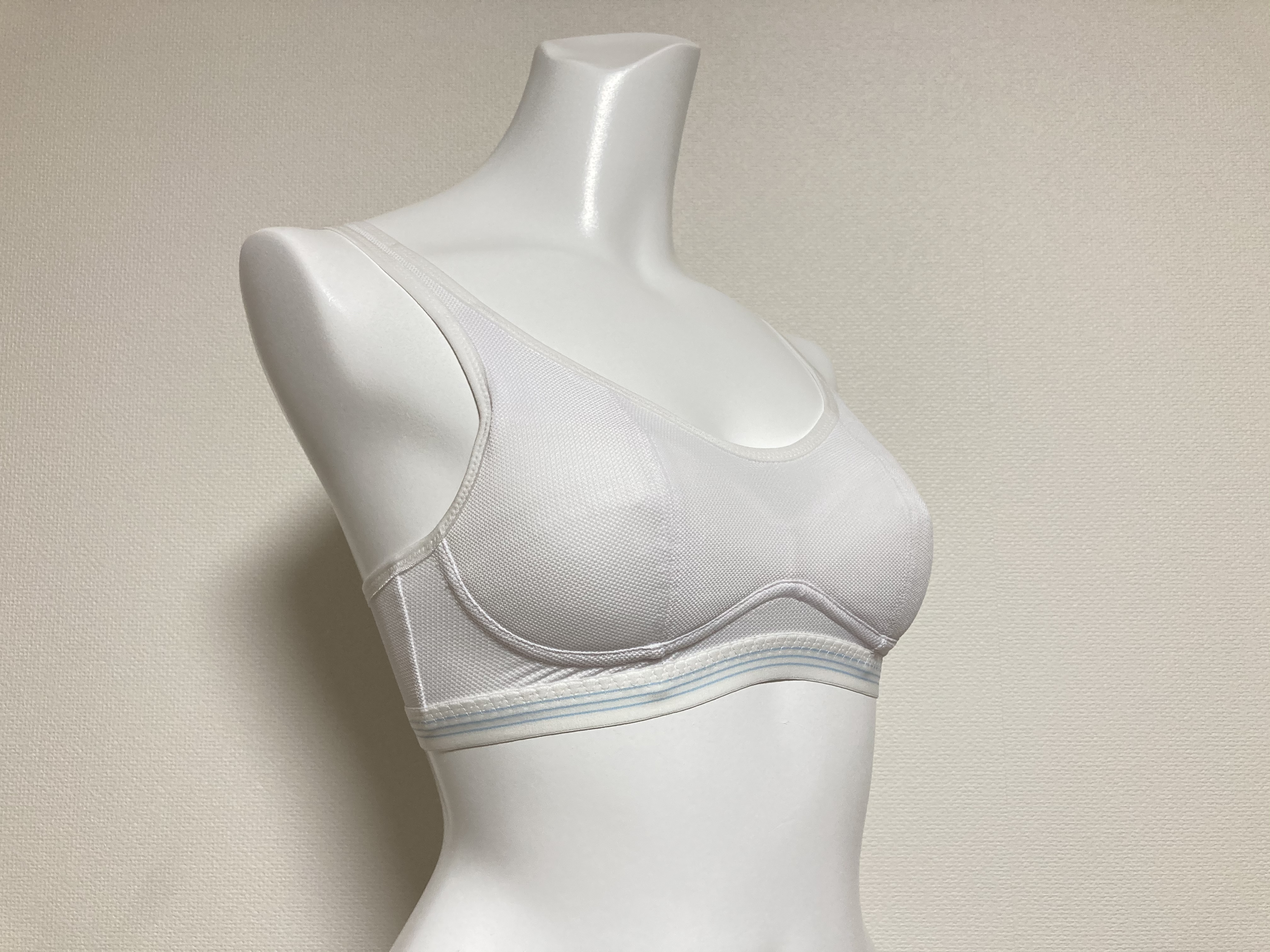
ジュニア用のスポーツブラの一種である
ルシアン部活ブラ

スポーツブラ（Sports bra）は、スポーツ・体育授業などの運動時に着用するブラジャーで、スポブラとも略す。

## 用途
通常のブラジャーは、乳房の形を美しく整えるために作られている。しかし、スポーツ・体育授業など運動時に肩ひもやアンダーバスト部がずれやすく、また、布地の重なりによる熱さで、着用者が不快に感じることがある。さらに、乳房のタナー段階III以降で通常のブラジャーを着用して運動しても乳揺れを防ぎきれず、乳揺れによる疼痛が生じたり、乳房の下垂の原因となることがある。そこで乳房のサポート効果が高いスポーツブラが使用される。
ジュニア用のスポーツブラ（スポーツ用のジュニアブラ）もあり、グンゼの場合STAGE1用のスポーツブラがあり、ワコールの場合STEP2・3用のスポーツブラがある。ジュニア用のスポーツブラはジュニアブラと形状や材質が異なるため、ジュニア用のスポーツブラはジュニアブラ代わりにならず、運動時以外でジュニア用のスポーツブラの着用は適さない。

## 形状
ずれにくさを重視し、ハーフトップ（胸の下までの長さのタンクトップ）のような形状である。肩ひもは太く、後ろで交差する形状になっているものが多い。アンダーバスト部は伸縮性の高い生地である。ワイヤーやホックは擦れて肌を傷めるおそれから、使用しないものがある。ホックの無いものの着用は、頭からかぶるなどする。

## 材質
コットン・ポリエステルの素材を用いる。コットンはクッション（不織布）またはブラパッドとして胸部（カップ）に使用され、敏感な乳房部や乳首・乳輪を保護する目的や吸汗性を高めるために、ポリエステルは動きに合うよう伸縮性を持たせるために用いる。乳房部の谷間や、乳房部とその下の谷のアンダーバストの部分（胸と乳房の境界を示す「バージスライン」）には特に汗を溜めやすいため、メッシュなどの熱を調整しやすく乾きやすい素材を用いて、通気性を良くする。

## その他
タンクトップ・ハーフトップ・キャミソールにスポーツブラの機能を持たせたスポーツ用のブラトップ・ハーフトップブラ・ブラキャミもあり、スポーツブラを着用しない代わりにスポーツ用のブラトップ・ハーフトップブラ・ブラキャミを着用して運動をすることが可能になっている。